# Cayuse (cheval)
Les cayuses sont une race de chevaux éteinte, élevée par la tribu Amérindienne des Cayuses.

## Histoire
Le nom vient du français, à partir d'une prononciation erronée du mot caillou ; il s'applique à la fois à la tribu amérindienne et aux chevaux qu'elle élève. Les premiers chevaux des Cayuses semblent venir de la tribu des Shoshones.
Les colons américains ont capturé et revendu les chevaux des Cayuses.

## Description
Ce sont de petits chevaux, toisant environ 1,32 m.

## Diffusion de l'élevage
Le cayuse est enregistré comme race localement adaptée aux États-Unis, dans la base de données DAD-IS.